# Jöran Friberg
Jöran Friberg (* 29. April 1934 in Lund) ist ein schwedischer Mathematikhistoriker und Altorientalist.
Jöran Friberg wurde 1963 an der Universität Lund promoviert (Estimates for partially hypoelliptic differential operators). Friberg war Professor an der Technischen Hochschule Chalmers in Göteborg. Er ist ein international anerkannter Experte für mathematische Keilschrifttexte und betont in seinen Arbeiten den Einfluss babylonischer Mathematik auf die Entwicklung der (um etwa 500 vor Chr. sich herausbildenden) griechischen Mathematik (zum Beispiel Satz des Pythagoras, verschiedene Abschnitte bei Euklid, Lösungen quadratischer Gleichungen). Ebenso wies er auch Einflüsse babylonischer Mathematik im pharaonischen Ägypten nach. Außerdem beschäftigte er sich mit der Entzifferung proto-sumerischer und proto-elamitischer Keilschrifttexte. Friberg war wesentlich daran beteiligt, dass sich ab den 1970er Jahren ein differenzierteres Bild babylonischer Mathematik entwickelte, sowohl was die innere Entwicklung in spätbabylonischer Zeit, als auch was die Wurzeln in Texten des 3. Jahrtausends anbelangt.

## Schriften
- The Early Roots of Babylonian Mathematics I-II, Chalmers Inst. of Technology, Göteborg 1978-9 (Teil I: A method for the decipherment of proto-Sumerian and proto-Elamite semi-pictographic inscriptions, Teil II: Metrological relations in a group of semi-pictographic tablets of the Jemdet-Nasr type).
- The Early Roots of Babylonian Mathematics, III, Three remarkable texts from ancient Ebla, Vicino Oriente Bd. 6, 1986, S. 3–25.
- Artikel Mathematics in Reallexikon der Assyriologie und Vorderasiatischen Archäologie, Berlin 1990/3
- mit H. Hunger, F. N. H. Al-Rawi: Seed and Reeds, a metro-mathematical topic text from Late Babylonian Uruk, Baghdader Mitteilungen Bd. 21, 1990, S. 483–557
- Seed and Reeds Continued. Another metro-mathematical topic text from Late Babylonian Uruk. Baghdader Mitteilungen, Bd. 28, 1997, S. 251–365, plate 45–46.
- Round and almost round numbers in proto-literate metro-mathematical field texts. Archiv für Orientforschung, Bd. 44/45, 1997/98, S. 1–58.
- Unexpected links between egyptian and babylonian mathematics, World Scientific 2005
- Amazing Traces of a babylonian origin of greek mathematics, World Scientific 2007
- A Remarkable Collection of Babylonian Mathematical Texts, Springer 2007, auch gleichnamiger Aufsatz von ihm in Notices of the American Mathematical Society Bd. 55, Heft 9, Oktober 2008, S. 1076–1086.
- A survey of Publications on Sumero-Akkadian Mathematics, metrology and related matters (1854-1982), 155 Seiten, Chalmers University of Technology, Universität Göteborg 1982 (kommentierte Bibliographie)